# Concours d'Élégance Suisse
Pour les articles homonymes, voir Concours d'élégance et Suisse (homonymie).
Le concours d'élégance Suisse est un concours d'élégance de voitures de collection de prestige créé en 1927 à Genève en Suisse. Il est relancé en 2016, après 60 ans de pause, au château de Coppet, au bord du lac Léman, à 15 km au nord-est de Genève.

## Historique
Ce concours international d'élégance automobile est créé en 1927 à Genève lors de la Fête de la Rose, où il se tient dans divers places de la ville jusqu'en 1955, dont le parc de La Grange, parc des Bastions, quais du Président Wilson, Jardin Anglais, ou encore pont du Mont-Blanc,.
Le concours annuel est relancé depuis juin 2016, après 60 ans de pause, dans le parc du château de Coppet (XIVe siècle) dans le canton de Vaud, au bord du lac Léman, à 15 km au nord-est de Genève, pour exposer une centaine de voitures de prestige d'époque, réparties en dix-huit classes d’excellence,,,,. 